# Вельтмандер, Иоганесс Гугович
Иоганесс Гугович Вельтмандер (13 октября 1921, Ямбург — 7 октября 2014, Ижевск) — советский шахматист; мастер спорта СССР (1953), заслуженный тренер РСФСР (1964).

## Биография
В 1930-х годах проживал в Ленинграде по адресу Адмиралтейская набережная, 6.
Выступал за ДСО «Труд» (Ижевск).
В составе команды РСФСР победитель командного первенства СССР 1951 года, серебряный призёр командного первенства СССР 1953 года. Победитель командного первенства СССР 1952 года в составе команды «Искра». Участник многих первенств РСФСР (лучшие результаты: в 1946 г. — 5-6 место, 1952 г. и 1953 г. — 5-7 место), четырёх полуфиналов первенств СССР (лучшие результаты: Тарту, 1950 г. — 2-4 место, Свердловск 1951 г. — 5-7 место). В III первенстве СССР по переписке разделил 6-7 места.
Председатель шахматной секции Удмуртской АССР. Редактор шахматного отдела газеты «Удмуртская правда». Многократный чемпион Ижевска и Удмуртской республики.
Один из учеников — гроссмейстер Максим Сорокин.